# Мурска Собота
Мурска Собота (на словенски: Murska Sobota) е един от големите градове в Словения и център на Прекомурски регион. Градът е и административен център на община Мурска Собота.

## Местоположение
Град Мурска Собота се намира в североизточната част на Словения, на 180 км североизточно от столицата Любляна. Най-близкият голям град е Марибор, отдалечен на 40 km.

## Природни особености
- Релеф: Градът се намира в равнинния дял на Прекомурската област, на пътя на север, към Горичко.
- Климат: Мурска Собота се намира в умереноконтиненталния климатичен пояс.
- Води: През град минава малката река Лендава, а река Мур минава на 10 km западно от града.

## История
Околностите на града са били населени още от праисторията. През ранното средновековие тази област е заселена от славяни, а през 11 век регионът пада под властта на средновековна Унгария. По-късно Мурска Собота става водещо пазарище в областта, откъдето идва и името му (събота бил пазарният ден).
В следващите столетия Мурска Собота попада под властта на Хабсбургите, но за разлика от други словенски градове, под унгарска власт. През 1918 г. влиза в състава на Кралството на сърби, хървати и словенци, по-късно прекръстено на Югославия, а днес е един от десетте най-големи града в Словения.

## Население
Към 2002 г. град Мурска Собота има 12 387 жители, което го поставя на десето място по население в страната. За разлика от други големи словенски градове, тук делът на несловенското население (най-висок от всички други републики на бивша Югославия) е много малък, а етническите словенци са преобладаващото население в града и региона.

## Икономика
Мурска Собота е традиционно средище на земеделската и занаятчийската дейност в целия Прекомурски регион, а индустрията също е добре развита.